# نوكيا إن900
نوكيا N900 هو هاتف ذكي من صنع نوكيا. إنه يحل محل نوكيا N810. نظام التشغيل الافتراضي الخاص به، مايمو 5، هو نظام تشغيل قائم على لينكس تم تطويره في الأصل لجهاز نوكيا 770 قرص الإنترنت. إنه أول جهاز نوكيا يعتمد على المعالج الدقيق شركة تكساس أنسترومنتس OMAP3 مع نواة ARM Cortex-A8. على عكس أجهزة نوكيا إنترنت اللوحية الثلاثة التي سبقته، فإن نوكيا N900 هو أول جهاز مايمو يتضمن وظائف الهاتف (رباعي الموجات النّظام الشامِلُ للإتّصالاتِ النّقالة والجيل الثالث نظام الاتصالات المتنقلة العام/الوصول عالي السرعة لرزم البيانات).
يعمل N900 كجهاز إنترنت محمول، ويتضمن البريد الإلكتروني، وتصفح الويب والوصول إلى الخدمات عبر الإنترنت، وكاميرا رقمية بدقة 5 ميجابكسل للتصوير الثابت أو الفيديو، ومشغل وسائط محمول للموسيقى والفيديو، وآلة حاسبة، ووحدة تحكم ألعاب وكلمة المعالج، والرسائل القصيرة، وكذلك الاتصالات الهاتفية المحمولة باستخدام إما شبكة المحمول أو الصوت عبر الإنترنت عبر الإنترنت (المحمول أو واي-فاي). يوفر مايمو واجهة X- محطة للتفاعل مع نظام التشغيل الأساسي.
تم إطلاقه في مايكروسوفت موبايل في 2 سبتمبر 2009 وتم إصداره في نوفمبر 2009 في الولايات المتحدة و9 دول أوروبية.
تم إطلاق N900 جنبًا إلى جنب مع مايمو 5، مما يمنح الجهاز واجهة سهلة اللمس بشكل عام أكثر من سابقاتها وشاشة رئيسية قابلة للتخصيص تمزج بين رموز التطبيقات والاختصارات والأدوات. يدعم مايمو 5 برنامج أدوبي فلاش بلاير 9.4، ويتضمن العديد من التطبيقات المصممة خصيصًا لمنصة الهاتف المحمول مثل مشغل الوسائط الجديد الذي يعمل باللمس.

## التاريخ والتوافر

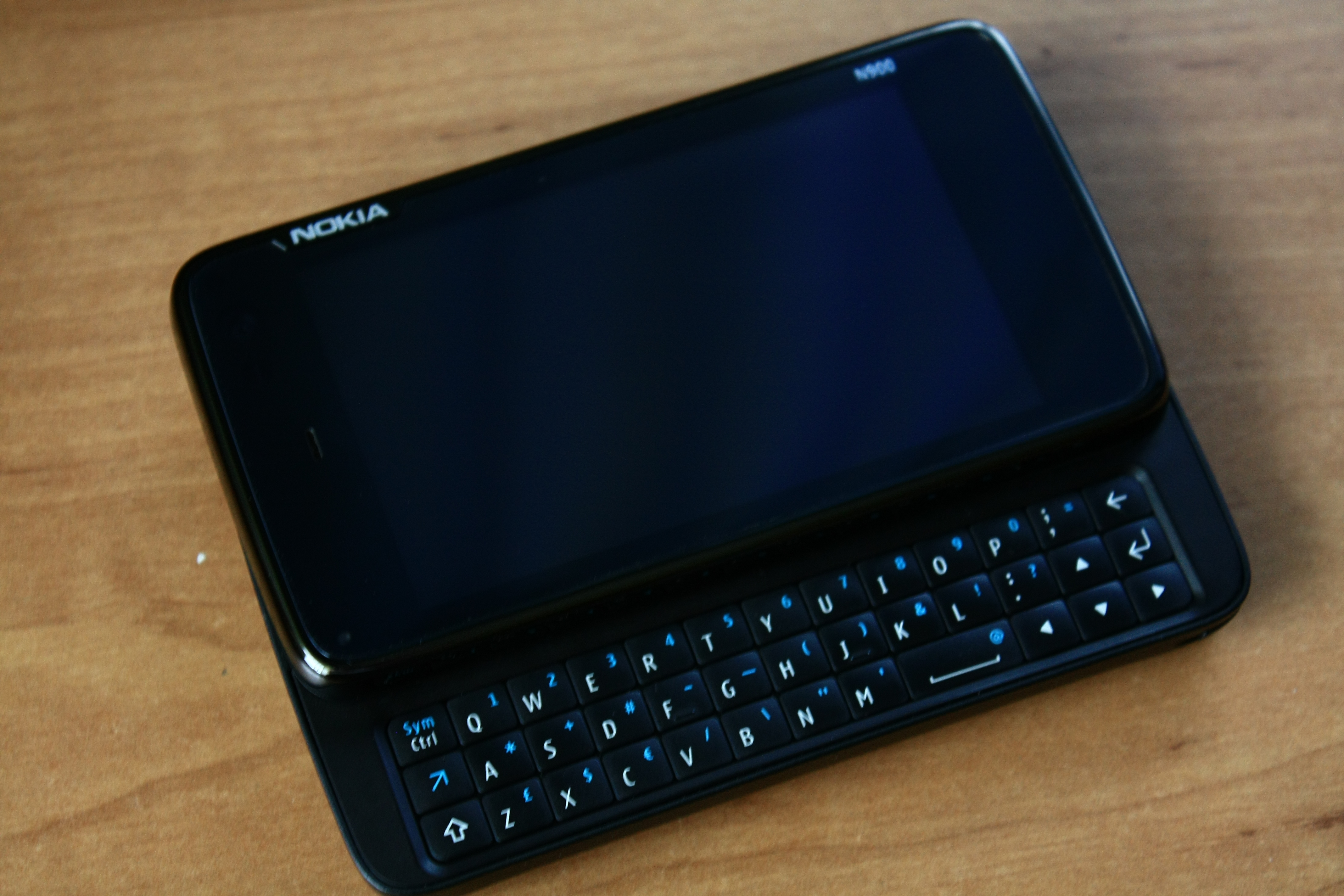
نوكيا N900

تم الإعلان عن نوكيا N900 في 17 سبتمبر 2008 خلال عرض تقديمي رئيسي قدمه الدكتور آري جاكسي من نوكيا. تم الإعلان عن ميزات جديدة مدعومة لمايمو 5 مثل الاتصال الخلوي عبر الجيل الثالث/ الوصول عالي السرعة لرزم البيانات ومعالج افتح منصة تطبيقات الوسائط المتعددة 3 ودعم الكاميرا عالية الدقة. لا توجد أخبار عن التوافق مع الإصدارات السابقة لأقراص الإنترنت القديمة ولم يتم إنشاء إطار زمني. استهدف إصدار مجموعة تطوير البرمجيات ما قبل ألفا مايمو 5، في ديسمبر 2008 حصريًا بنية افتح منصة تطبيقات الوسائط المتعددة 3، وتجديد واجهة المستخدم، وتضمنت دعمًا لتسريع رسومات الأجهزة والوظائف الأخرى غير الموجودة في أجهزة الحاسوب اللوحية في ذلك الوقت مثل اتصال البيانات الخلوية ودعم كاميرا عالية الوضوح.
ظهرت أول صورة ومواصفات N900، التي تحمل الاسم الرمزي روفر أثناء تطويرها، في مايو 2009. أكد إصدار وثائق موافقة لجنة الاتصالات الفيدرالية في أغسطس 2009 الجهاز وقدم الاسم الرمزي الثاني RX-51. تم الإعلان رسميًا عن نوكيا N900 في 2 سبتمبر 2009 في عالم نوكيا 2009 في ألمانيا. تقول نوكيا إنها الخطوة 4 من 5 في خط أجهزة مايمو التي بدأت في 2005 مع نوكيا 770.
كان الجهاز متاحًا في البداية في أسواق مختارة بدءًا من نوفمبر 2009 (4 ديسمبر في المملكة المتحدة) بسعر التجزئة 599 يورو في فنلندا وألمانيا وإيطاليا وهولندا وإسبانيا، و649 يورو في فرنسا، و2499 زلوتي في بولندا، و5995 كرونة في السويد و499 جنيهًا إسترلينيًا في المملكة المتحدة، وجميع الأسعار تشمل ضريبة القيمة المضافة باستثناء الإعانات. كان سعر التجزئة عند الإطلاق 649 دولارًا أمريكيًا في الولايات المتحدة باستثناء ضرائب المبيعات والإعانات. سيكون متاحًا في كندا من خلال تجار التجزئة المستقلين بحوالي 800 دولار كندي. اعتبارًا من مارس 2010، يسرد موقع نوكيا في أستراليا جهاز N900 على الصفحة الرئيسية، مما يشير إلى إطلاقه في وقت ما في المستقبل القريب. كان الأسود هو اللون الوحيد المتاح عند الإطلاق. في البداية، كان التوافر محدودًا للغاية، مما أدى إلى مزيد من التأخير. جاء بيان نوكيا أن الطلب المسبق كان أعلى من المتوقع. تم إطلاق نوكيا N900 في هونغ كونغ في 29 مايو 2010، مع ميزات إضافية لتسهيل إدخال الحروف بخط اليد. كان السعر عند الإطلاق 4998 دولار هونج كونج. تم إصداره بالفعل إلى أستراليا عبر أوبتوس.

## المعدات

### معالجات
يتم تشغيل نوكيا N900 بواسطة شركة افتح منصة تطبيقات الوسائط المتعددة 3430 آلات المخاطر المتقدمة رتكس- A8، وهو نظام على شريحة من صنع شركة تكساس إنسترومنتس على أساس عملية الأكسيد المعدني المتمم لأشباه الموصلات 65 نانومتر. تتكون شركة افتح منصة تطبيقات الوسائط المتعددة 3430 من ثلاثة معالجات دقيقة، يتم تشغيل كورتكس A8 بسرعة 600 ميجاهرتز (حتى 1.15 جيجاهرتز مع رفع تردد التشغيل الصحيح) المستخدمة لتشغيل نظام التشغيل والتطبيقات، وحدة معالجة الرسومات باورفر SGX530 المصنوعة من شركة تقنيات الخيال والتي تدعم برنامج أوبن جل للأنظمة المضمنة 2.0 وقادرة على تشغيل ما يصل إلى 14 ميجابكسل/ثانية وTMS320C64x، معالجات الإشارات الرقمية، التي تعمل بسرعة 430 ميجا هرتز تستخدم لتشغيل معالجة الصور (الكاميرا) ومعالجة الصوت (المهاتفة) ونقل البيانات. الغرض الرئيسي من TMS320 C64x هو تفريغ كورتكس A8 من الاضطرار إلى معالجة إشارة الصوت والفيديو. علاوة على ذلك، تمت زيادة سرعة شركة افتح منصة تطبيقات الوسائط المتعددة 3430 على بعض أجهزة N900 بنجاح حتى 1150 ميجاهرتز باستخدام نواة معدلة وتحرير ملف تكوين طاقة نواة. يحتوي النظام على 256 ميجابايت من ذاكرة الوصول العشوائي المخصصة عالية الأداء (موبايل ضعف معدل نقل البيانات) مقترنة بوصول إلى مساحة مبادلة 768 ميجابايت يديرها نظام التشغيل. يوفر هذا إجمالي 1 غيغابايت من الذاكرة الافتراضية.

### الشاشة والمدخلات
يحتوي نوكيا N900 على شاشة تعمل باللمس مقاس 3.5 بوصة (89 مم) بدقة 800 × 480 بكسل (WVGA 267 بكسل لكل بوصة). وفقًا لكل من نوكيا وXorg.log، فهي قادرة على عرض ما يصل إلى 65 ألف لون (565 النموذج اللوني أحمر أخضر أزرق). تبلغ قدرة كاميرا نوكيا N900 2592 × 1944 بكسل، وبصريات Carl Zeiss ، وضبط تلقائي للصورة، وفلاش ثنائي باعث للضوء مزدوج، وضوء فيديو، ووضع علامات جغرافية. شاشة شاشة العرض البلوري السائل قابلة للانعكاس للسماح بالاستخدام على نطاق واسع من السطوع (من ضوء النهار إلى الظلام). يتم توفير ردود الفعل اللمسية لمدخلات الشاشة التي تعمل باللمس من خلال تطبيق اهتزاز صغير أو صوت، يمكن للمستخدم اختيار تمكين هذه الميزة. يتم توفير قلم للسماح بإدخال لمس أكثر دقة والوصول إلى عناصر واجهة مستخدم أصغر. يسمح مقياس التسارع ثلاثي المحاور بتغير اتجاه الشاشة بين الوضع الرأسي والأفقي في تطبيقات معينة، أو يمكن استخدامه كمدخل للمستخدم في الألعاب والتطبيقات. أثناء تنشيط لوحة القيادة أو سطح المكتب، يؤدي تدوير الجهاز من الوضع الأفقي إلى الوضع الرأسي إلى تنشيط تطبيق الهاتف (وهي ميزة يمكن أيضًا تعطيلها وفقًا لتقدير المستخدم). مع التحديث PR1.2، أصبح من الممكن عرض صفحات الويب في الوضع الرأسي. يمكن للمطورين إضافة دعم للوضع الرأسي في تطبيقاتهم إذا رغبت في ذلك. يوجد مستشعر القرب الذي يقوم بإلغاء تنشيط الشاشة وشاشة اللمس عندما يتم تقريب الجهاز من الوجه أثناء المكالمة.
تم استبدال لوحة المفاتيح المنزلق للخارج المكونة من 4 صفوف ولوحة D الخاصة بجهاز نوكيا N810 على جهاز نوكيا N900 بلوحة مفاتيح بإضاءة خلفية من 3 صفوف ومزودة بمفاتيح أسهم (كما هو الحال مع أجهزة الحاسوب اللوحية عبر الإنترنت السابقة، توجد لوحة مفاتيح على الشاشة أيضًا متوفرة). بالإضافة إلى تخطيط كويرتي باللغة الإنجليزية، ستتوفر لوحة المفاتيح المنزلقة للخارج بأشكال مختلفة للإيطالية والفرنسية والألمانية والروسية والتشيكية والنورديك (الفنلندية والسويدية) والإسبانية. يحتوي جهاز نوكيا N900 على مستشعر الإضاءة المحيطة الذي يضبط سطوع الشاشة وينشط لوحة المفاتيح ذات الإضاءة الخلفية. يأتي نظام التشغيل مزودًا ببرنامج تنبؤ بالكلمات يمكن تهيئته وفقًا لتفضيلات المستخدم (الكتابة التلقائية بالأحرف الكبيرة وإكمال الكلمات والتباعد التلقائي بين الكلمات).
يحتوي الجهاز على نظام التموضع العالمي مستقل مع وظيفة A-نظام التموضع العالمي اختيارية ويأتي محملاً مسبقًا بتطبيق خرائط هير. توفر خرائط هير ميزات خرائط نموذجية مثل طرق العرض البديلة (المعالم ثلاثية الأبعاد والأقمار الصناعية والخرائط المختلطة) والبحث عن العناوين/الأماكن المهمة وتخطيط المسار، على الرغم من أنها لا تحتوي على ميزة التنقل خطوة بخطوة حتى الآن.
تتميز الكاميرا الخلفية بدقة 5 ميجابكسل بخاصية التركيز التلقائي، وفلاش ثنائي باعث للضوء مزدوج، وخيارات نسبة العرض إلى الارتفاع 4: 3 و16: 9، وتقريب رقمي×3. البعد البؤري لهذه الكاميرا 5.2 ملم، وفتحة العدسة f / 2.8، ونطاق التركيز 10 سم إلى ما لا نهاية. إنه قادر على تسجيل الفيديو بدقة تصل إلى 848 × 480 بكسل بمعدل 25 إطارًا في الثانية. العدسة، أثناء عدم استخدامها، محمية بفتحة منزلقة. يؤدي فتح الفتحة إلى تشغيل تطبيق الكاميرا. على الرغم من أن الكاميرا الأمامية بدقة 0.3 ميجابكسل قادرة على تسجيل الفيديو بدقة تصل إلى 640×480 بكسل ويمكن استخدام وحدات ما قبل الإنتاج لمكالمات الفيديو عبر بروتوكول الإنترنت باستخدام محادثة جوجل، فقد تم تسليم إصدار البيع بالتجزئة دون أي برنامج يتيح إجراء مكالمات الفيديو أو الدردشة المرئية. في التحديث PR1.2 تمت إضافة مكالمات فيديو سكايب عبر الهواء، مما يتيح لكاميرا الواجهة. مع بعض تحديثات البرامج، يصبح الهاتف قادرًا على تشغيل/تسجيل/بث فيديو بدقة 720 بكسل.

### أزرار
عند حمل الجهاز في مواجهة الشاشة، في الجزء العلوي، من اليسار إلى اليمين، أزرار متأرجحة (تعمل كأعلى/لأسفل أو تكبير/تصغير حسب السياق)، تشغيل/إيقاف وزر الكاميرا. يؤدي الضغط على زر الطاقة إلى إظهار قائمة لتغيير ملف التعريف، وتنشيط وضع عدم الاتصال (المعروف أيضًا باسم «وضع الطائرة أو وضع الطيران»، والذي يؤدي إلى إيقاف تشغيل جميع الإشارات المنبعثة)، أو قفل الجهاز (إما «آمن» باستخدام رمز المفتاح أو قفل بسيط) خيار لإنهاء المهمة الحالية.
نظرًا لأن نوكيا N900 يحتوي على عدد أقل من أزرار الأجهزة، فإنه يستخدم شاشة اللمس لعرض الأزرار التي تظهر على الشاشة، على سبيل المثال، لقبول المكالمة ورفضها وإنهائها.

### الصوت والإخراج
يحتوي N900 على ميكروفون ومكبرات صوت استريو على كل جانب من الجهاز. يوجد موصل الصوت 3.5 مم مقاس 3.5 مم بأربعة جهات اتصال يوفر في نفس الوقت إخراج صوت استريو وإما إدخال ميكروفون أو إخراج فيديو. يمكن إخراج بال واللجنة القومية لنظام التلفزيون باستخدام كبل توصيل فيديو نوكيا (مضمن عند الشراء) أو كبل موصل الصوت 3.5 مم قياسي -> 3x موصل آر سي أي.
يوجد موصل الناقل التسلسلي العام 2.0 الناقل التسلسلي العام صغير عالي السرعة مزود بمزامنة البيانات ووضع التخزين كبير السعة (العميل) وشحن البطارية. كان موصل مايكرو-الناقل التسلسلي العام هذا عرضة للفشل. لم يقم نوكيا N900، بخلاف الإصدارات السابقة من نوكيا الإنترنت اللوحي، بتمكين دعم ناقل متسلسل عام على المحمول (القدرة على العمل كمضيف الناقل التسلسلي العام) افتراضيًا، وذلك للوفاء بالمواعيد النهائية للإنتاج وشهادة الناقل التسلسلي العام. هناك جهد مجتمعي مستمر لإضافة هذا الدعم لاحقًا، حاليًا البرنامج في المرحلة التجريبية. طلب كبل الناقل التسلسلي العام غير قياسي أو محول الناقل التسلسلي العام A-A وبرنامج من مستودع التطوير.
يدعم بلوتوث v2.1 المدمج سماعات الأذن اللاسلكية وسماعات الرأس من خلال ملف تعريف سماعة الرأس. يدعم نوكيا N900 الأجهزة القادرة على إخراج صوت ستيريو مع ملف تعريف توزيع الصوت المتقدم. يتم أيضًا دعم مجموعات التحدث الحر المدمجة في السيارة مع ملف تعريف الملف الشخصي بدون استخدام اليدين. يتم دعم نقل الملفات مع ملف تعريف نقل الملف لإرسال/استقبال الكائنات. من الممكن التحكم عن بعد في الجهاز باستخدام ملف تعريف التحكم عن بعد في الصوت/الفيديو. ملف تعريف شبكة الطلب الهاتفي الذي يسمح بالوصول إلى الإنترنت من جهاز حاسوب محمول عن طريق الاتصال الهاتفي على هاتف محمول لاسلكيًا (الربط)، ملف تعريف جهاز الواجهة البشرية الذي يوفر الدعم للأجهزة مثل لوحات مفاتيح بلوتوث وملف تعريف جهاز الواجهة البشرية للشبكات باستخدام بلوتوث غير مدعوم ولكن يمكن تمكينه.
تعمل مجموعة البلوتوث أيضًا كمستقبل إذاعة إف إم، مما يسمح للشخص بالاستماع إلى راديو إف إم. يحتوي N900 أيضًا على جهاز إرسال إف إم 88.1-107.9 ميجا هرتز والذي يمكنه، على سبيل المثال، تشغيل الموسيقى من خلال راديو منفصل. (لاحظ أنه يمكن توسيع نطاق تردد جهاز إرسال إف إم إلى 76.0–107.9 ميجا هرتز من خلال التعديلات التي يدعمها المجتمع على نظام التشغيل) علاوة على ذلك، يحتوي نوكيا N900 على اتصال واي فاي b/g مع دعم الخصوصية المكافئة للشبكات السلكية ونظام الوصول المحمي للشبكة اللاسلكية (واي فاي) ووصول محمي للشبكات اللاسلكية 2 (معيار التشفير المتقدم/ بروتوكول سلامة المفاتيح المؤقتة) بروتوكولات الأمان. يمكن أيضًا تبادل معلومات الاتصال عبر تنسيق ملف vCard المدعوم عادةً بواسطة برامج البريد الإلكتروني، بما في ذلك إيفوليوشن ومايكروسوفت آوتلوك.
يحتوي الجهاز أيضًا على منفذ للأشعة تحت الحمراء (غير متوافق مع جمعية بيانات الأشعة تحت الحمراء) يمكن استخدامه لتحويل نوكيا N900 إلى جهاز تحكم عن بعد باستخدام برنامج طرف ثالث.

### البطارية وبطاقة وحدة تعريف المشترك
يبدو أن عمر بطارية بطارية BL-5J المشحونة (1320 مللي أمبير في الساعة) في N900 ضعيف للغاية ولم تتمكن من إتمامها خلال يوم عمل كامل مع اتصال بالإنترنت واستخدام المكالمات. صرحت نوكيا في بيان صحفي أنها تهدف إلى «يوم واحد من الاستخدام الكامل» أو «الاتصال بالإنترنت دائمًا: ما يصل إلى 2-4 أيام (اتصال بروتوكول التحكم بالنقل/ بروتوكول الإنترنت)» و«الاستخدام النشط عبر الإنترنت: حتى يوم واحد أو أكثر». تتراوح التقارير المبكرة من المستخدمين من 12 ساعة (واي-فاي قيد التشغيل، وتصفح الويب، والفيديو وبعض نظام تحديد المواقع العالمي)، إلى حوالي يومين عبر الإنترنت ولكن لا يتم استخدامها بشكل مستمر. يبدو أن القيمة تعتمد بشكل كبير على اختيار المستخدم لبرامج الخلفية، وأدوات سطح المكتب النشطة، واستطلاع IM والبريد الإلكتروني، بالإضافة إلى جودة إشارة شبكة الهاتف المحمول (خاصة الجيل الثالث) وفي بعض الحالات، أخطاء البرامج. ذكرت نوكيا أن أوقات التحدث حوالي 9 ساعات مع النّظام الشامِلُ للإتّصالاتِ النّقالة و5 ساعات مع الجيل الثالث. يمكن إطالة عمر البطارية بشكل كبير عن طريق إيقاف تشغيل نظام التموضع العالمي/ جي بي إس مساعد وواي-فاي وبلوتوث واستبدال الجيل الثالث بالجيل الثاني/الخدمة الراديوية العامة للرزم.
في حين أن أجهزة الإنترنت اللوحية السابقة تستخدم بطاريات أكبر (1500 مللي أمبير مقارنة بـ N900's 1320 مللي أمبير في الساعة)، إلا أنها تعتمد على معالج دقيق أقل كفاءة. يبلغ وقت البطارية المعتاد لجهاز نوكيا N810 حوالي 7 ساعات من الاستخدام الكامل المستمر والعرض وتشغيل واي-فاي. من حيث المبدأ، من المتوقع أن تكون أرقام N900 أعلى من ذلك بكثير. تتوفر بطاريات ممتدة من جهات خارجية تصل إلى 2400 مللي أمبير في الساعة لجهاز N900. أيضًا، هناك تعديلات مدعومة من المجتمع يمكن إجراؤها على البطاريات المتوافقة مع N900 من جهات خارجية، والتي تتضمن عادةً وضع بطاريتين من البطاريات المذكورة بشكل متوازٍ، مما يمكن أن يزيد من سعة البطارية الفعالة لجهاز نوكيا N900 إلى أكثر من 3000 مللي أمبير في الساعة.
توجد بطاقة وحدة تعريف المشترك أسفل البطارية ويمكن الوصول إليها عن طريق إزالة اللوحة الخلفية لجهاز نوكيا N900. يوجد مقبس بطاقة سكيور ديجيتال أيضًا أسفل الغطاء الخلفي (ولكن ليس أسفل البطارية). لا توجد أداة ضرورية لإزالة اللوحة الخلفية.

### تخزين
يحتوي نوكيا N900 على 32 جيجا بايت بطاقة الوسائط المتعددة المضمنة و256 ميجا بايت ذاكرة وميضية تخزين غير قابل للإزالة. تتوفر مساحة تخزين إضافية عبر مقبس بطاقة سكيور ديجيتال قابلة للتبديل السريع، والذي يُزعم أنه يدعم ما يصل إلى 200 جيجابايت من سعة التخزين الإضافية سكيور ديجيتال[بحاجة لمصدر]. ومع ذلك، فإن مواصفات سكيور ديجيتال تدعم البطاقات التي يصل حجمها إلى 32 جيجا بايت فقط، وقد تم الإبلاغ عن بعض الصعوبة باستخدام بطاقات سكيور ديجيتال 64+ جيجا بايت. تدعي سانديسك أن بطاقات سكيور ديجيتال غير متوافقة مع N900.
يتم إجراء التبديل السريع عبر مستشعر مغناطيسي مدعوم بالبرمجيات والذي يكتشف إزالة الغطاء الخلفي، وبالتالي لا يتم تثبيت القسم الموجود على بطاقة سكيور ديجيتال عند إزالة الغطاء الخلفي. يمكن تهيئة بطاقة سكيور ديجيتال بنظام ملفات مدعوم مثل نظام الملفات الممتد الثاني ونظام الملفات الممتد الثالث جدول توزيع الملفات 16 وجدول توزيع الملفات 32.
32 جيجا بايت بطاقة الوسائط المتعددة المضمنة مقسمة إلى 3 أقسام:
- 2 جيجا بايت كما تم تحميل نظام الملفات الممتد الثالث على/التسلسل الهرمي القياسي لنظام الملفات.
- 768 ميغا بايت كمبادلة.
- الباقي حيث تم تثبيت جدول توزيع الملفات على/ home/user/MyDocs مع حوالي 27 جيجا بايت من المساحة الحرة.

تم تنسيق 256 ميغابايت من الذاكرة الوميضية كنظام ملفات كتلة الصورة غير المصنف ويحتوي على أداة تحميل التشغيل ونواة لينكس ودليل الجذر "/" مع مساحة خالية تبلغ حوالي 100 ميغابايت.
يجب تخزين البرامج التي يزيد حجمها عن 500 كيلو بايت بما في ذلك الوصلة اللينة في / opt المرتبط بـ/ home/opt وبالتالي يوجد على قسم نظام الملفات الممتد الثالث سعة 2 جيجا بايت. يتوفر قسم جدول توزيع الملفات أيضًا للتخزين ولكن يجب استخدامه بعناية حيث لا يتم تركيبه وتصديره في حالة توصيل كبل الناقل التسلسلي العام بالجهاز.

## برمجة
مايمو 5، المعروف أيضًا باسم فريمانتل، هو نظام التشغيل الافتراضي على نوكيا N900. مايمو 5 هو تكيف نوكيا مع بيئة سطح المكتب لينكس لجهاز بحجم الجيب. واجهة المستخدم قابلة للتخصيص بالكامل: يمكن للمستخدم تحريك عناصر واجهة المستخدم وإضافة/إزالة عناصر واجهة المستخدم وتغيير الخلفية وإضافة اختصارات إلى التطبيقات. يأتي N900 مزودًا بمجموعة متنوعة من التطبيقات مثل:
- الويب: متصفح ويب يستند إلى موزيلا يسمى ميكرو بي، والذي يتضمن أدوبي فلاش 9.4 وقارئ ملخص الموقع الغني.[85] (تتوفر تحديثات لبرنامج فلاش 10.1).
- تطبيق الهاتف.
- الصوت عبر الإنترنت: بروتوكول بدء الجلسة، سكايب مع دردشة الفيديو،[40] جوجل توك بالفيديو.
- المحادثات (دردشة تراسل فوري وخدمة الرسالة القصيرة، خدمة رسائل الوسائط المتعددة (فقط مع تحديث برنامج PR1.2)[86]).
- الوسائط: الكاميرا والصور ومشغل الوسائط.
- الإنتاجية: بريد إلكتروني، تقويم، قارئ صيغة المستندات المنقولة، جهات اتصال.
- خرائط هير (ابحث عن موقع على الخريطة باستخدام نظام التموضع العالمي، ابحث عن عنوان أو موقع، خطط للطرق).
- الأدوات المساعدة: ساعة، ملاحظات، آلة حاسبة، سكتش، مدير الملفات.
- أدوات النظام: مدير الملفات، مدير التطبيقات للتنزيلات، الحاجيات.
- الألعاب: ترتد، شطرنج، ما جونغ، كتل (تتريس)، رخام.

تم إنشاء أكثر من 1500 تطبيق إضافي (الغالبية العظمى منها مجانية للتنزيل والاستخدام) بواسطة مطوري الطرف الثالث. تتوفر أيضًا نواة مخصصة عبر مدير التطبيقات للمستخدمين الذين يحتاجون إلى المزيد من أجهزتهم.
يستخدم مايمو مغرور لتقليل وقت التمهيد.
يقوم تطبيق يسمى «سهل دبيان» بتثبيت صورة ديبيان إل إكس دي إي على الذاكرة الداخلية، مما يتيح تشغيل تطبيقات مثل IceWeasel (متصفح فايرفوكس) وجميع مجموعة أوبن أوفيس.أورج للعمل داخل مايمو. يمكن تشغيل التطبيقات الأخرى الموجودة في مدير الحزم سينابتك (برنامج) المضمنة في تثبيت دبيان، مثل برنامج جنو لمعالجة الصور، داخل واجهة إل إكس دي إي. يمكن أيضًا إضافة البرنامج إلى دبيان باستخدام أداة الجذور الخاصة بـمايمو باستخدام متشابك أو أداة متقدمة للحزم في سطر الأوامر، مثل ستيلاريوم أو زيم ويكي سطح المكتب، ويمكن بعد ذلك الوصول إليها إما عبر سطح مكتب إل إكس دي إي، عن طريق الرموز الموجودة في مدير البرنامج، أو عن طريق الاختصارات الموجودة على سطح المكتب.

### مجموعة أدوات تطبيق وحدة تعريف المشترك
ًفي نوكيا N900، لا تتوفر مجموعة أدوات تطبيق وحدة تعريف المشترك (تُعرف أيضًا باسم «قائمة المشغل»)، لذلك لا يمكن استخدام أي خدمات تتطلب ذلك. نتيجة لذلك، لا يوجد دعم لبطاقة وحدة تعريف المشترك للتفاعل مباشرة مع العالم الخارجي وبدء الأوامر بشكل مستقل عن الهاتف والشبكة، مما يجعل N900 غير عرضة لتثبيت تطبيقات جافا الضارة لبطاقة وحدة تعريف المشترك عبر الرسائل النصية.
تتضمن المشكلات المتعلقة بخدمات القيمة المضافة المتنوعة الناتجة عن عدم توفر مجموعة أدوات تطبيق وحدة تعريف المشترك ما يلي:
- إستونيا – معرف الجوال (الرقم القومي للجوال) لا يعمل على N900[90][91]
- ألمانيا – لا يتم عرض «خدمات ليكاموبيل»، والتي يمكن استخدامها لتحديث تكوين بطاقة وحدة تعريف المشترك عندما يتعذر الاتصال بالشبكة، عن طريق التبديل بين الوضع التلقائي واليدوي.[92]
- كينيا – لا تتوفر خدمات MPESA وZAP (تحويل الأموال عبر الهاتف المحمول) على N900.
- النرويج – «معرف البنك المحمول» لا يعمل (لا يمكن أن يعمل N900 كرمز للخدمات المصرفية عبر الهاتف المحمول).[93][94]
- الفلبين – «القائمة الذكية» غير متوفرة على N900.
- رومانيا – تجوال ديجي موبيل لا يعمل على N900.
- رومانيا – لا تعمل شركة فودافون نومار دوال (رقم مزدوج) على N900.
- السويد – «معرف بنك موبيل» لا يعمل على N900.
- تنزانيا – لا تتوفر خدمات MPESA وZAP (تحويل الأموال عبر الهاتف المحمول) على N900.

## مشاكل معروفة
غالبًا ما تقدم نوكيا أجهزة نوكيا N8 أو نوكيا E7 جديدة كبدائل ضمان لـ N900s. على الرغم من اختلاف شروط الضمان وتشريعات حقوق المستهلك عبر الولايات القضائية، فقد أبلغ المستخدمون عن النجاح في رفض ذلك والضغط من أجل N900 على الأقل في الاتحاد الأوروبي والهند مؤخرًا في أغسطس 2011. غالبًا ما يحاول المالكون الذين ليسوا واثقين من الحصول على N900 كبديل للضمان إصلاح أجهزتهم الخاصة، أو بيع البديل المقدم من نوكيا لشراء N900 بدلاً من ذلك.
يعمل مستشعر القرب من N900، المصمم لقفل شاشة اللمس عندما يكون الهاتف على أذن المستخدم لمنع التشغيل العرضي، على قفل الشاشة عن غير قصد في الضوء الساطع (عادةً في الهواء الطلق) عند إجراء مكالمة أو تلقيها. أقرت نوكيا بأنها «مشكلة في الأجهزة» ولا يمكن معالجتها. لإلغاء قفل الشاشة في مكالمة هاتفية، يمكن استخدام مفتاح فتح باللمس في الجانب الأيمن من الجهاز. ومع ذلك، فإن هذا سيبقي شاشة اللمس نشطة وقد يحدث التشغيل غير المقصود لمفاتيح الهاتف في مكالمة عند استخدام الجهاز كسماعة هاتف. تم إلقاء اللوم على هذه المشكلة على تطبيق واقيات الشاشة، ولكن مستخدمي N900 الذين ليس لديهم واقيات شاشة يواجهون المشكلة أيضًا.
منفذ الناقل التسلسلي العام مصغر (شاحن) N900's هش للغاية؛ نجح بعض الأشخاص في إصلاح هذه المشكلة إما باستخدام غراء الإيبوكسي، أو عن طريق إعادة لحام منفذ الناقل التسلسلي العام على لوحة الدائرة. قد تكون بعض الشرائح في وحدة النّظام الشامِلُ للإتّصالاتِ النّقالة الخاصة بـ N900 ملحومة بشكل سيئ بلوحة الدائرة، مما يؤدي إلى الإبلاغ عن العديد من أجهزة N900 التي تم الإبلاغ عنها على أنها مضطربة بسبب عدم القدرة على اكتشاف بطاقة وحدة تعريف المشترك. هذه المشكلة قابلة للإصلاح عن طريق وضع شيء ما بين الرقائق المتعلقة بشبكات النّظام الشامِلُ للإتّصالاتِ النّقالة والدروع الخاصة بها، على الرغم من أن الإصلاح المناسب قد يؤدي إلى إعادة الاتصال.

## مستقبل
تم الإعلان في مايو 2010 أن نوكيا N900 سيكون آخر جهاز اتصال محمول يعمل بنظام التشغيل مايمو 5، والذي سيتم استبداله بميجو. ستستمر نوكيا في دعم N900 بالتحديثات عند الضرورة.
في حين أن الانتقال إلى نظام التشغيل التالي ميجو ممكن، إلا أن هذا يهم المطورين بشكل أساسي وليس المستهلكين، حيث لا تدعمه نوكيا رسميًا. كان هناك بعض الاهتمام داخل مجتمع المستخدمين بالعمل على تطوير ميجو المنفذ الخلفي إلى مايمو لـN900، وهذا يجعله جهازًا مثيرًا للاهتمام للأشخاص داخل مجتمع المصدر المفتوح الأوسع أكثر من المستهلكين.
يتوفر تنزيل لنظام التشغيل ميجو، لكن نوكيا غير مدعوم رسميًا. اعتادت نوكيا القول إن ميجو ستخلف مايمو للأجهزة الجديدة، ومع ذلك، أعلنت نوكيا في 11 فبراير 2011 أنها ستركز بشكل أساسي على تحالفها مع مايكروسوفت. لن يتم إيقاف تطوير ميجو وسيصبح جهاز ميجو واحدًا متاحًا في عام 2011.
في 3 مارس 2011، أعلن جوكا اكلوند، مدير المنتج، نظام تشغيل ميجو في نوكيا في القائمة البريدية لميجو ديف أنه سيكون هناك إصدار مطور ميجو 1.2 لـ N900 تم تطويره بواسطة فريق نوكيا مخصص بقيادة ميكا ليبينن. الهدف من هذا الإصدار المعين هو أن يكون قابلاً للاستخدام كجهاز هاتف أساسي للمطور/المتسلل ولكن ليس للمستخدمين النهائيين العاديين.
دفع إعلان سبتمبر 2011 عن تخلي إنتل ومؤسسة لينكس عن ميجو لصالح تايزن مجتمع المطورين إلى البدء في الشك بجدية في مستقبل ميجو على N900. بعد ذلك، غادر المطورون المشروع بسرعة، مما أدى إلى توقف مفاجئ للمناقشة في القائمة البريدية ميجو ديف. تطورت إصدار المطور ميجو بعد إعادة تسمية إصدار مجتمع ميجو إلى نيمو، والتي تستند إلى مير ويتم تطويرها حاليًا (أكتوبر 2012) بنشاط.
مشروع نيترويد، الذي ينقل أندرويد إلى أجهزة أخرى كنظام تشغيل بديل، متاح أيضًا لـN900. ومع ذلك، فقد تم إحراز تقدم ضئيل في تحقيق الاتصال الصوتي تحت نيترويد N900، وانتقل المطور الرئيسي، الذي يستخدم المقبض عبر الإنترنت "e-yes"، إلى التطوير لأجهزة أخرى مثل نوكيا N9.
بدأ مشروع مجتمعي يهدف إلى توفير ترقية للأجهزة لـN900 ، يسمى نيو900، في أواخر عام 2013 كتعاون بين مجتمعات أوبن موكو ومايمو. اعتبارًا من مايو 2019، تم الإعلان رسميًا عن المشروع على أنه ميت من قبل قادة المشروع على بروتوكول الدردشة عبر الإنترنت على الرغم من أن موقع الويب نيو900 لا يزال يعمل اعتبارًا من 12 نوفمبر 2020. كان من شأن ترقية الأجهزة أن تضاعف ذاكرة الوصول العشوائي للجهاز أربع مرات، وتوفر معالجًا أسرع مرتين تقريبًا من المعالج الموجود في N900 الأصلي، ومستشعرات إضافية مدمجة مثل الجيروسكوب والبوصلة. كان من المحتمل أن يتم تضمين مودم تطور طويل الأمد أكثر حداثة إذا لم يتم إلغاء المشروع.